# Collingwood (Ontario)
Collingwood – miejscowość (ang. town) w Kanadzie, w prowincji Ontario, w hrabstwie Simcoe.
Powierzchnia Collingwood to 33,46 km². Według danych spisu powszechnego z roku 2001 Collingwood liczy 16 039 mieszkańców (479,35 os./km²).

## Położenie
Collingwood leży nad zatoką Nottawasaga, stanowiącą najbardziej na południe wysuniętą część Zatoki Georgian na jeziorze Huron.

## Nazwa
Miejscowość (ang. town) Collingwood powstała w 1858 r. Miejscowość nosiła pierwotnie kilka nazw, związanych w różny sposób z jej położeniem. Nazywana była Hurontario (ponieważ leży na końcu wytyczonej już w 1818 r. drogi zwanej Hurontario Street, łączącej brzegi jeziora Ontario z wybrzeżem jeziora Huron), Nottawa (nazwa pochodzenia indiańskiego) czy Hens-and-Chickens Harbour (Zatoka Kwoki z Kurczętami – ze względu na leżące na zatoce wysepki: jedną większą i cztery mniejsze). Obecną nazwę miastu nadano na cześć Cuthberta Collingwooda, 1 barona Collingwood, wiceadmirała floty imperium brytyjskiego, który dowodził drugą kolumną okrętów brytyjskich w słynnej bitwie pod Trafalgarem u boku Nelsona, a po jego śmierci przejął dowództwo nad całą flotą.

## Przemysł stoczniowy
W 1855 r. do Collingwood dotarła linia kolejowa (Ontario, Simcoe & Huron Railway, później zwana The Northern Railway). Miejscowość stała się wkrótce głównym portem przeładunku na statki wszystkich materiałów, kierowanych do portów „Górnych” Jezior aż po Chicago na jeziorze Michigan oraz Fort William i Port Arthur (dzisiejsze Thunder Bay). Zapotrzebowanie na kolejne jednostki pływające oraz konieczność ich remontów zainicjowały rozwój przemysłu stoczniowego. 24 maja 1883 r. uroczyście otwarto Stocznię Collingwood (ang. Collingwood Dry Dock Shipbuilding and Foundry Company Ltd, znaną powszechnie jako Collingwood Shipyards), która szybko urosła do miary największej nad Huronem. W 1901 r. w tutejszej stoczni został zwodowany „Huronic” – pierwszy kanadyjski statek o całkowicie stalowym kadłubie. Z czasem zakład wyspecjalizował się w budowie typowego dla Wielkich Jezior rodzaju statków – jeziorowców. Przemysł stoczniowy szybko zdominował miasto, zatrudniając 10% całej dostępnej siły roboczej. Dopiero w latach 60. i 70. XX w. ranga tej branży zaczęła w Collingwood gwałtownie maleć. Jeszcze w 1974 r. zwodowano tu pływający do dziś po Huronie prom MS „Chi-Cheemaun”. Jednak nadprodukcja statków w Kanadzie oraz zagraniczna konkurencja doprowadziły w końcu do upadku i Collingwood Shipyards, którą zamknięto ostatecznie we wrześniu 1986 r.

## Miasta partnerskie
- Boone, Stany Zjednoczone
- Zihuatanejo, Meksyk
- Katano, Japonia